# Silvia Toffanin
Silvia Toffanin (Marostica, 26 ottobre 1979) è una conduttrice televisiva, showgirl ed ex modella italiana.

## Biografia
È nata nel 1979 a Marostica, in provincia di Vicenza dalla madre Gemma Parison, collaboratrice scolastica, e dal padre Domenico Toffanin, operaio, ma è cresciuta a Cartigliano. Ha una sorella minore di nome Daiana. Studentessa al Liceo linguistico del liceo Ginnasio G.B. Brocchi di Bassano del Grappa, viene notata da un fotografo del suo comune e, nonostante il padre geloso ne limiti le uscite, inizia a lavorare localmente come fotomodella, soprattutto per tute da sci. Lavora anche da cameriera e addetta alle pulizie.
A diciassette anni, in discoteca pomeridiana con alcune amiche si imbatte casualmente nelle selezioni per Miss Italia 1997; spinta dalle amiche vi partecipa e, dopo altre selezioni, viene insignita della fascia di "Ragazza Sasch top model domani Veneto", con la quale partecipò alla fase finale trasmessa dalla televisione a settembre, su Rai 1. Compiuti i diciotto anni, nonostante volesse fare l'assistente di volo, ma avesse comunque in camera da letto un poster di Claudia Schiffer, intraprende a tempo pieno la carriera di modella con base a Roma, ma lavorando in varie città d'Europa per l'agenzia Elite Model Management.
Nel 2001, di ritorno da sfilate a Parigi, apprende dal suo agente del casting di un programma televisivo, Passaparola, in cerca di modelle che sappiano ballare. Pur non avendo mai studiato danza vi partecipa, e viene assunta. Assieme alle altre ragazze, trascorre l'estate a fare lezioni di danza moderna col coreografo Brian Bullard. Nel 2001 approda dunque in televisione come letterina del quiz di Canale 5 Passaparola (partecipando anche al calendario), restandovi per due stagioni fino a giugno 2002. Nello stesso periodo prende parte al programma Mosquito, in onda su Italia 1.
Ha debuttato come conduttrice il 20 agosto 2002 nel programma Nonsolomoda di Canale 5, impegno rinnovato per sette edizioni consecutive fino al 2009. Nel 2003 ha partecipato al talent show di Italia 1 Popstars come inviata, e condotto al fianco di Enrico Papi su Canale 5 lo speciale di prima serata Moda mare a Porto Cervo. Iscritta all'albo dei giornalisti professionisti dal 2004, si è laureata nel 2007 in Lingue e letterature straniere presso l'Università Cattolica del Sacro Cuore, con una tesi su I telefilm americani per adolescenti (con Aldo Grasso come relatore).
Tra il 2004 e il 2006 ha curato, in qualità di giornalista di moda, una rubrica riservatale all'interno di Verissimo, programma del quale dal settembre 2006 ha ereditato la conduzione da Paola Perego. Dall'11 novembre 2013 al 17 dicembre 2013 ha fatto parte della giuria del talent show Fashion Style di La5. Il 18 dicembre 2015, con il supporto di Alvin, ha condotto la ventitreesima edizione del Concerto di Natale su Canale 5. Dal 21 al 26 febbraio 2022 ha affiancato Ezio Greggio alla conduzione di Striscia la notizia. Dal 20 novembre al 4 dicembre 2024, per tre prime serate su Canale 5, ha condotto il programma This Is Me, format realizzato per celebrare i talenti che hanno riscosso successo dopo l'uscita dal talent show Amici di Maria De Filippi.

## Vita privata
Dal 2002 è legata sentimentalmente a Pier Silvio Berlusconi, vicepresidente e amministratore delegato di Mediaset, da cui ha avuto due figli: Lorenzo Mattia, e Sofia Valentina.

## Programmi televisivi
- Miss Italia (Rai 1, 1997) - concorrente
- Passaparola (Canale 5, 2000-2002) - letterina
- Mosquito (Italia 1, 2002)
- Nonsolomoda (Canale 5, 2002-2009)
- Superstar Tour (Italia 1, 2003) - inviata
- Moda mare a Porto Cervo (Canale 5, 2003)
- Verissimo (Canale 5, dal 2004)[24]
  - Verissimo di Pasqua (Canale 5, 2010, 2016)
  - Verissimo - Speciale Royal Wedding (Canale 5, 2011)
  - Verissimo - Il matrimonio di Belén (Canale 5, 2013)
  - Verissimissimissimo (Canale 5, 2014)
  - Verissimo presenta: Tutti sposi (Canale 5, 2014)
  - Verissimo - Speciale Il segreto (Canale 5, 2014)
  - Verissimo - Gran finale (Canale 5, 2016)
  - Verissimo - Speciale Amici (Canale 5, 2016-2019, 2023-2024)
  - Verissimo - Speciale Befana (Canale 5, 2018)
  - Verissimo - Harry e Meghan il matrimonio reale (Canale 5, 2018)
  - Verissimo - Speciale Natale (Canale 5, 2018-2019)
  - Verissimo - Le storie (Canale 5, dal 2020)
  - Verissimo - Per le donne (Canale 5, 2020)
  - Verissimo - Merry Xmas (Canale 5, 2020)
  - Verissimo - The Queen: Addio alla regina (Canale 5, 2022)
  - Verissimo - Io sono Tiziano (Canale 5, 2022)
  - Verissimo presenta: Ciao Maurizio (Canale 5, 2023)
  - Verissimo in collaborazione con il TG5 presenta: Ciao Maurizio (Canale 5, 2023)
  - Verissimo in collaborazione con il TG5 presenta: L'incoronazione di Carlo III (Canale 5, 2023)
  - Verissimo presenta: 35 anni di Striscia la notizia (Canale 5, 2023)
  - Verissimo - Le storie di Terra amara (Canale 5, 2023)
  - Verissimo - Speciale Grande Fratello (Canale 5, 2024)
- Fashion Style (La5, 2013) - giurata
- Concerto di Natale (Canale 5, 2015)
- Striscia la notizia (Canale 5, 2022)
- This Is Me (Canale 5, da 2024-)